# Sukutokan
Sukutokan is een bestuurslaag in het regentschap Flores Timur van de provincie Oost-Nusa Tenggara, Indonesië. Sukutokan telt 842 inwoners (volkstelling 2010).